# ديفيد داونينج
ديفيد داونينج (بالإنجليزية: David Downing)‏ (6 أكتوبر 1969 في المملكة المتحدة - ) هو لاعب كرة قدم بريطاني في مركز الهجوم. لعب مع نادي يورك سيتي ونادي جوول ‏.